# Lars Petter Sjöström
Lars Petter Sjöström, född 16 juli 1820 i Råå i Skåne, död 28 maj 1896 i Malmö, var en svensk hamnfogde och marinmålare.

## Biografi
Lars Petter Sjöström var son till fiskaren Påhl Nilsson Sjöström och Margareta Larsdotter samt gift första gången med Elisabeth Horseman och andra gången från 1856 med Johanna Nilsson. Sjöström visade redan som barn goda anlag för att rita och måla men familjens ekonomi tillät inte att han ägnade sig åt eget skapande. Under skolåren och tiden därefter hjälpte han sin far med fisket och arbetade som kock på hemortens små segelskutor. När han var 16 år mönstrade han på ett amerikanskt skepp och gjorde en världsomsegling med en fullriggare och seglade därefter på fartyg i trafik runt Australien och Amerika. Han studerade 1845–1846 vid Malmö navigationsskola och avlade sjökaptensexamen 1846. Tre år senare 1849 anställdes han som galjonsbildhuggare, riggare och fartygsporträttör vid ett varv i London men återvände till Råå i samband med sitt andra giftermål. Han blev vikarierande hamnkapten i Malmö 1866 och hamnkaptenens biträde 1868. Hans tjänst ombildades senare till hamnfogde och han var kvar i denna fram tjänst till sin pensionering vid 74 års ålder. Han blev vid den här tiden en etablerad marinmålare.
Hans storhetstid som fartygsporträttör var mellan åren 1869 och 1891. Dottern Paulina Sjöström uppgav att faderns fritid var upptagen av att producera marinmålningar på beställning och ibland för sitt eget nöjes skull. Hans arbete som hamnfogde var dåligt betalt och biinkomsten som marinmålare gav ett tillskott till familjens försörjning. Han fick redan under sin livstid epitetet Havets allmogemålare och blev en av segelflottans största porträttörer med omkring 2000 målningar. Ett kännetecken för Sjöströms tavlor är att alla fartyg visar styrbordssidan och seglar åt höger, med några få undantag i lätt vind med alla segel satta. Ofta kan man också hitta ett fartyg vid horisonten som är likt huvudmotivet, liksom en udde med ett slott liknande Kronborgs slott utanför Helsingör. Hans konst består av marinmålningar och fartygsporträtt utförda i akvarell eller gouache. Han återgav vanligen mindre fartyg som yachter, slupar, galeaser och skonerter medan större fartyg som skepp, briggar och skonertskepp blivit underrepresenterade, vilket beror på de fartygstyper som angjorde Malmö och Råå hamnar. Sjöström är representerad vid Råå Museum för fiske och sjöfart som har landets största samling målningar utförda av honom, samt vid Stiftelsen Sjömanshuset i Helsingborg, Stiftelsen Hoppet i Brantevik, Nordiska museet, Malmö museum och med ett 50-tal verk vid Helsingborgs museum samt ett 30-tal målningar i Sjöhistoriska museets samling.

## Galleri

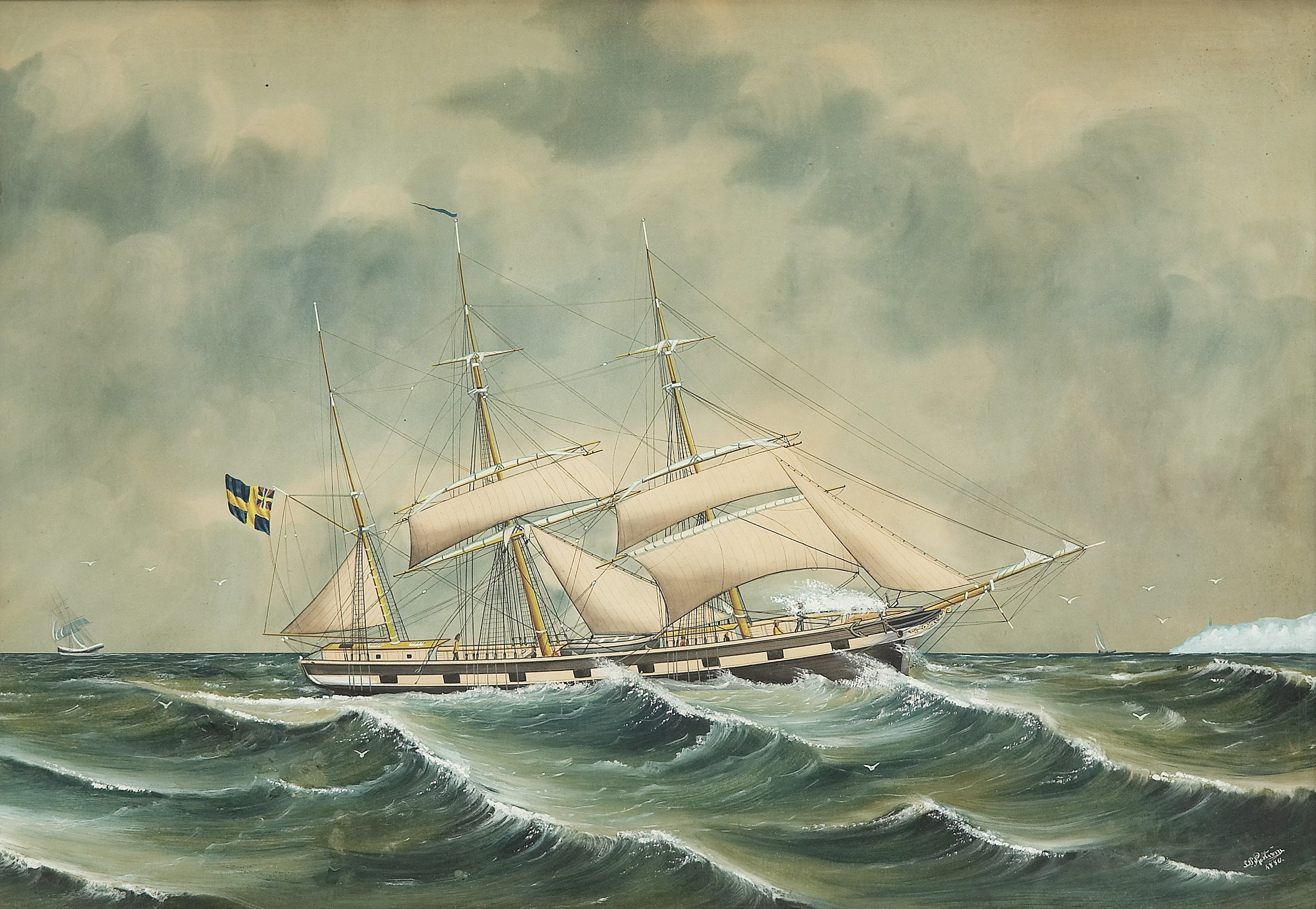
Barkskeppet Mohongo (1880)
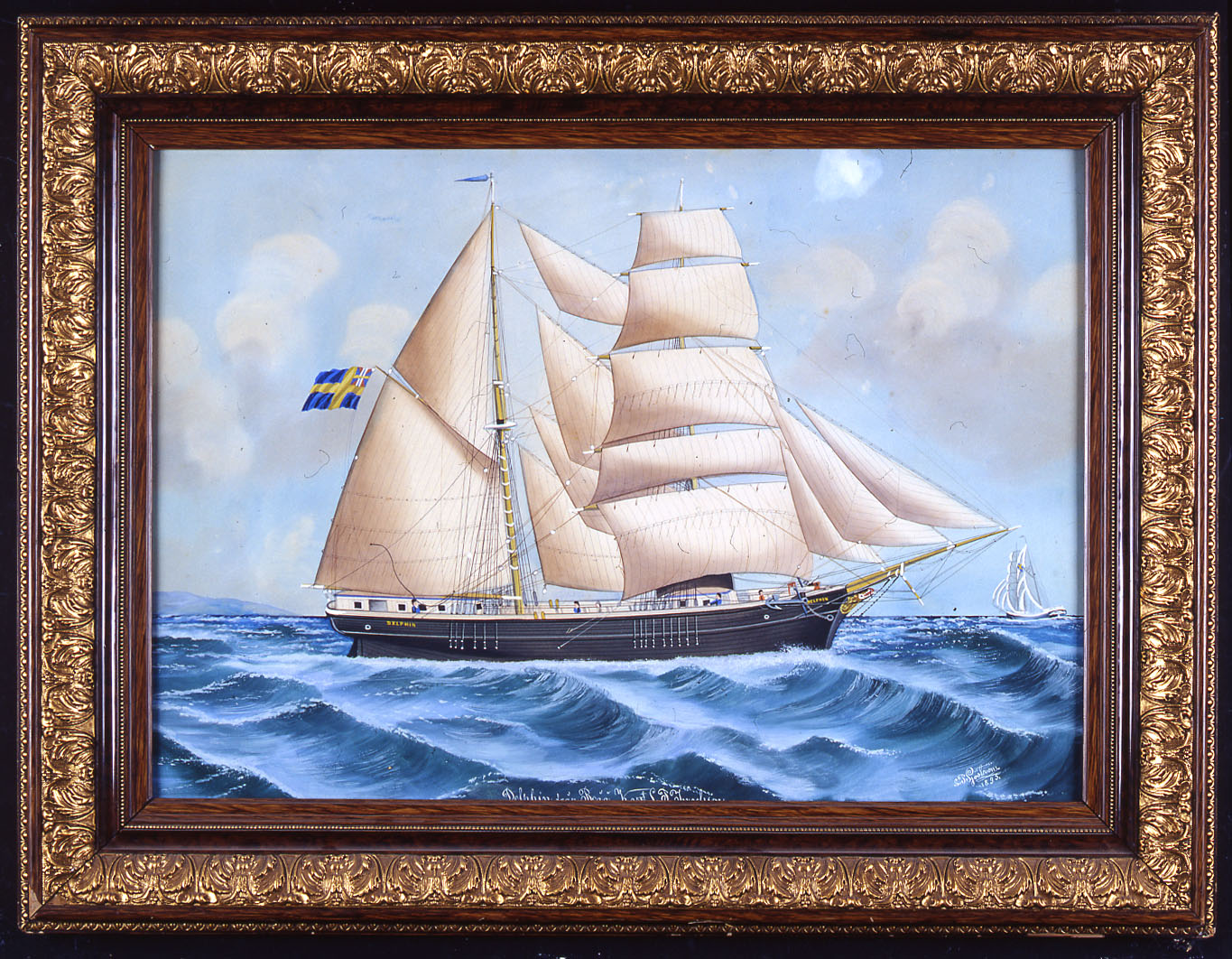
Skonerten Delphia från RÅÅ, signerad LP Sjöström 1895